# Иркутск-2 (аэродром)
Ирку́тск-2 (Восто́чный) — экспериментальный аэродром «Иркутского авиазавода», используется для лётно-технических испытаний самолётов. Расположен на территории завода в северо-западной части города Иркутска.

## Технические характеристики
Аэродром по взлетной массе принимаемых ВС — 1 класса, способен принимать самолёты Ил-76, Ан-12 и все более лёгкие, а также вертолёты всех типов. Возможен приём самолётов Ан-124-100 «Руслан» с частичной загрузкой. Максимальная взлётная масса воздушного судна 320 тонн летом, 385 тонн зимой. Классификационное число ВПП (PCN) летом 31/R/B/X/T, зимой 37/R/B/X/T.
Является аэродромом совместного базирования: помимо экспериментальной авиации, на аэродроме базируются воздушные суда Минобороны РФ, МЧС РФ, а также авиакомпании Ангара и ИрАэро.

## Происшествия и катастрофы
8 июня 1972 года у МиГ-23УБ во время испытательного полета произошел отказ двигателя, когда воздушное судно находилось над городом. Экипаж (Куркай Гелий Михайлович и Новиков Виктор Федорович) увел истребитель от жилых кварталов в сторону авиазавода. Не долетев 350 метров до взлетно-посадочной полосы самолет из-за потери высоты зацепил крышу одного из заводских цехов, перевернулся кабиной вниз и потерпел крушение между корпусами. Экипаж погиб. На месте падения на территории завода воздвигнута памятная стела. 8 июня является днем памяти у лётчиков-испытателей иркутского авиапредприятия.
6 декабря 1997 года транспортный самолёт Ан-124-100, принадлежащий ВВС России, при выполнении взлета с аэродрома Иркутск-2 рухнул на жилые кварталы. Самолёт перевозил два истребителя Су-27, выпущенные Иркутским авиазаводом, во Вьетнам. Вследствие катастрофы погибли 72 человека, из них 14 детей. В результате разрушения жилого дома без жилья остались более 70 семей. Причиной авиакатастрофы, по данным комиссии по расследованию, стал помпаж двигателей, однако к единому мнению о причинах отказа комиссия не пришла.
26 декабря 2013 года транспортный самолёт Ан-12, принадлежащий Иркутскому авиазаводу, при заходе на посадку на аэродром Иркутск-2 столкнулся с наземными предметами между БПРМ (расположенным в 1700 м от порога ВПП) и порогом ВПП (на удалении около 760 м от порога ВПП, с боковым уклонением вправо на 90 м от оси ВПП) на территории расположенного вблизи аэродрома военного склада (109 арсенал ГРАУ). Погибли 9 человек, находившиеся на борту.